# Ron Mercer
Pour les articles homonymes, voir Mercer.
Ronald « Ron » Eugene Mercer (né le 18 mai 1976 à Nashville au Tennessee) est un ancien joueur américain de basket-ball.

## Carrière
Ron Mercer est nommé à deux reprises Mr. Basketball du Tennessee alors qu'il est à Goodpasture Christian School à Madison, Tennessee. Il rejoint ensuite Oak Hill Academy à Mouth of Wilson, Virginie.
Mercer connait une carrière universitaire aboutie, étant nommé All-American et joueur de la « Southeastern Conference » dans l'équipe des Wildcats du Kentucky de l'université du Kentucky, terminant champion NCAA lors de son année freshman. Il est sélectionné au 6e rang de la draft 1997 par les Celtics de Boston, retrouvant son entraîneur Rick Pitino, qu'il avait connu à Kentucky et qui venait d'être recruté par les Celtics.
Après deux saisons à Boston, Mercer est transféré avec Popeye Jones et Dwayne Schintzius aux Nuggets de Denver contre Danny Fortson, Eric Williams, Eric Washington et un choix de draft. Il dispute 37 rencontres avec Denver en 1999-2000, avant d'être transféré pour le reste de la saison au Magic d'Orlando où il jouera 31 matchs.
Devenu agent libre à l'issue de cette saison, il rejoint les Bulls de Chicago. Il inscrit 19,7 points de moyenne lors de sa première saison avec les Bulls.
Bien qu'il inscrive 16,8 points de moyenne en 2001-2002, il est transféré en cours de saison avec Brad Miller, Ron Artest et Kevin Ollie aux Pacers de l'Indiana contre Jalen Rose, Travis Best, Norman Richardson et un second tour de draft. À Indiana, il devient un joueur de complément, son jeu déclinant rapidement au cours de la saison et demie qu'il passe au sein du club.
Au début de la saison 2003-2004, il est transféré aux Spurs de San Antonio. Après 39 matchs avec les Spurs, il est remercié. Au départ de la saison 2004-2005, il rejoint sa septième équipe NBA, les Nets du New Jersey.
Le 15 août 2005, Mercer est évincé par les Nets afin qu'ils n'aient pas à payer la luxury tax, consécutive au nouvel accord collectif signé en NBA. Il n'a pas rejoué dans la ligue depuis lors.